# Baz Luhrmann
Mark Anthony „Baz” Luhrmann (Sydney, Új-Dél-Wales, Ausztrália, 1962. szeptember 17. –) kétszeres BAFTA-díjas ausztrál filmrendező, forgatókönyvíró és filmproducer.

## Élete
Luhrmann Ausztráliában, Új-Dél-Walesben, Sydney-ben született, anyja társastánctanár és ruhaüzlet-tulajdonos, apja Leonard Luhrmann, farmer. Herons Creek-ben, egy kis észak-új-dél-walesi faluban nőtt fel, ahol az apja egy benzinkutat és egy filmszínházat üzemeltetett. Mindkettő hatással volt Luhrmann filmkészítői karrierjére. 1975 és 1978 között Port Macquarie-ben a St. Joseph's Hasting Regional Schoolba, majd a Sydney Grammar Schoolba járt. A sydney-i St Augustines College-ban diplomázott, miután elhegyta a St Pauls College-t a tizedik évfolyam végén. Becenevét a Basil Brush nevű ausztrál mesefigurára való hasonlósága után kapta.
Luhrmann 1997. január 26-án elvette Catherine Martint, minden filmjének látványtervezőjét. Két gyermekük született, Lillian Amanda Luhrmann és William Alexander Luhrmann.

## Filmográfia

### Film
Filmrendező, forgatókönyvíró és producer
| Év   | Magyar cím      | Eredeti cím       | Feladatkör | Feladatkör | Feladatkör | Megjegyzések             |
| Év   | Magyar cím      | Eredeti cím       | Rendező    | Író        | Producer   | Megjegyzések             |
| ---- | --------------- | ----------------- | ---------- | ---------- | ---------- | ------------------------ |
| 1992 | Kötelező táncok | Strictly Ballroom | Igen       | Igen       | Nem        | „Vörös függöny” trilógia |
| 1996 | Rómeó + Júlia   | Romeo + Juliet    | Igen       | Igen       | Igen       | „Vörös függöny” trilógia |
| 2001 | Moulin Rouge!   | Moulin Rouge!     | Igen       | Igen       | Igen       | „Vörös függöny” trilógia |
| 2008 | Ausztrália      | Australia         | Igen       | Igen       | Igen       |                          |
| 2013 | A nagy Gatsby   | The Great Gatsby  | Igen       | Igen       | Igen       |                          |
| 2022 | Elvis           | Elvis             | Igen       | Igen       | Igen       |                          |

Filmszínész
| Év   | Cím                  | Szerep | Megjegyzések                 |
| ---- | -------------------- | ------ | ---------------------------- |
| 1981 | Winter of Our Dreams | Pete   |                              |
| 1982 | The Dark Room        | diák   |                              |
| 2013 | A nagy Gatsby        | pincér | stáblistán nincs feltüntetve |

### Televízió
| Év        | Cím                                  | Szerep                 | Megjegyzések                                                        |
| --------- | ------------------------------------ | ---------------------- | ------------------------------------------------------------------- |
| 1981–1982 | A Country Practice                   | Jerry Percival         | 6 epizód                                                            |
| 1982      | The Highest Honor                    | A. W. Huston tengerész | tévéfilm                                                            |
| 1983      | Kids of the Cross                    | önmaga                 | dokumentumfilm                                                      |
| 2016–2017 | The Get Down                         | nem szerepel           | - sorozat megalkotója - rendező, forgatókönyvíró és vezető producer |
| 2023      | Elvis, a titkos ügynök (Agent Elvis) | A rendező (hangja)     | - 1 epizód (Kokainkedd) - magyar hangja: - Karácsonyi Zoltán        |